# Shigeo Yaegashi
Shigeo Yaegashi (jap. 八重樫茂生 Yaegashi Shigeo; ur. 24 marca 1933 r. w Daejeon, Korea (obecnie Korea Południowa), zm. 2 maja 2011 w Tama, Japonia) – japoński piłkarz.

## Kariera klubowa
Od 1958 do 1969 roku występował w klubie Furukawa Electric.

## Kariera reprezentacyjna
Karierę reprezentacyjną rozpoczął w 1956 roku. Karierę reprezentacyjną zakończył w 1968 roku. W sumie w reprezentacji wystąpił w 45 spotkaniach. Został powołany na Igrzyskach Olimpijskich 1956, 1964, 1968.

## Statystyki
| Reprezentacja Japonii | Reprezentacja Japonii | Reprezentacja Japonii |
| Rok                   | Mecze                 | Gole                  |
| --------------------- | --------------------- | --------------------- |
| 1956                  | 3                     | 0                     |
| 1957                  | 0                     | 0                     |
| 1958                  | 2                     | 0                     |
| 1959                  | 4                     | 0                     |
| 1960                  | 1                     | 0                     |
| 1961                  | 7                     | 2                     |
| 1962                  | 7                     | 3                     |
| 1963                  | 5                     | 4                     |
| 1964                  | 2                     | 2                     |
| 1965                  | 4                     | 0                     |
| 1966                  | 2                     | 0                     |
| 1967                  | 3                     | 0                     |
| 1968                  | 4                     | 0                     |
| Razem                 | 44                    | 11                    |